# Општина Шпринг (Алба)
Шпринг (рум. Şpring) општина је у Румунији у округу Алба.
Oпштина се налази на надморској висини од 408 m.